# کریس داوسون (زاده۱۹۹۴)
کریس داوسون (انگلیسی: Chris Dawson؛ زادهٔ ۲ سپتامبر ۱۹۹۴) بازیکن فوتبال اهل بریتانیا است.
از باشگاه‌هایی که در آن بازی کرده‌است می‌توان به باشگاه فوتبال لیدز یونایتد و باشگاه فوتبال روترهام یونایتد اشاره کرد.
وی همچنین در تیم ملی فوتبال زیر ۲۱ سال ولز بازی کرده‌است.